# Gà so chân lam
Gà so chân lam hay gà so chân xanh (Green-legged Partridge) là một giống gà bản địa cổ xưa có nguồn gốc từ Ba Lan. Giống gà này có đặc trưng với các cặp chân (giò gà) có màu xanh lá cây reseda bất thường. Gà so chân xanh phù hợp với việc quản lý rộng rãi; nó là giống không kén ăn và chế độ ăn tốt và có khả năng kháng bệnh. Nó không thích hợp để quản lý chuyên sâu, và trở thành đối tượng hay mổ đồng loại, rụng lông và kéo lông. Hiệu quả đẻ trứng thường kém, lòng đỏ trứng có hàm lượng cholesterol thấp so với các giống khác. Cả thịt và trứng đều có hương vị tốt. Giống gà này chỉ được lưu giữ vì lý do bảo tồn.

## Lịch sử
Gà so chân xanh lần đầu tiên được mô tả bởi Bronisław Obfidowicz vào năm 1879. Năm 1894, một đàn gà được trưng bày bởi Roman Ujejski tại Triển lãm Tổng hợp tỉnh (pl) ở Lviv. Một tiêu chuẩn giống được Maurycy Trybulski vẽ vào năm 1921, và giống này được chính thức công nhận vào năm 1923. Từ năm 1930 nó đã được nâng lên ở một số khu vực chiếm đến 70% của đất nước. Tuy nhiên, sản lượng trứng đã được tìm thấy có thể thay đổi, và các giống gà này không thích ứng tốt với việc quản lý chuyên sâu.
Số lượng của chúng đã bị tụt giảm giữa năm 1961 và 1973 tỷ lệ phần trăm tổng số gà quốc gia giảm từ 11,4% xuống còn 1-2%. Những nỗ lực bảo tồn đã bắt đầu khởi động thực hiện vào những năm 1970. Giữa năm 1946 và 1954, Laura Kaufman đã lai tạo giống gà Partridge chân xanh với các giống gà Plymouth Rock của Mỹ để tạo ra giống gà Polbar. Mục đích là để giới thiệu các gen bị ức chế của Plymouth Rock để làm cho gà con tự động phân biệt giới tính gà (auto-sexing) là gà Polbar mái có thể được phân biệt với con trống ở một ngày tuổi bằng mắt với những vệt đen sọc dài hơn.
Có hai chủng của gà so chân chân xanh, mỗi giống có một đàn; cả hai quần thể đều đã chốt sổ. Các chủng ZK từ năm 1945 được lưu giữ tại Felin gần Lublin, ở phía đông của đất nước, bởi Đại học Khoa học Đời sống của thành phố đó. Nó chỉ được bảo tồn. Vào cuối năm 2014 đã có 1170 con gà. Các chủng Z11 đã được lưu giữ tại Życzyn từ năm 1972 cho đến năm 1995, khi nó được chuyển đến Viện Nghiên cứu Quốc gia về sản phẩm động vật (pl) tại Chorzelów.